# وزارة التنمية المستدامة (البحرين)
وزارة التنمية المستدامة في مملكة البحرين هي الوزارة المسؤولة عن التنمية المستدامة في المملكة، وتأسست الوزارة في 13 يونيو 2022، الوزيرة الحالية للتنمية المستدامة هي نور علي الخليف منذ 13 يونيو 2022.

## وزراء التنمية المستدامة

### قائمة وزراء التنمية المستدامة في مملكة البحرين
|   | الاسم          | بداية الفترة  | نهاية الفترة |
| - | -------------- | ------------- | ------------ |
| 1 | نور علي الخليف | 13 يونيو 2022 | حتى الأن     |

## الهيكل التنظيمي للوزارة
وفقاً للمرسوم رقم 9 لسنة 2023
- وزير التنمية المستدامة ويتبعه:
  - الوكيل المساعد للتنمية المستدامة ويتبعه:
    - إدارة التقييم والدراسات
    - إدارة التنسيق والمتابعة
    - إدارة التواصل والعلاقات الدولية